# Пещуровы
Пещуровы — древний дворянский род.
Фамилии Пещуровых служили разные дворянские службы и жалованы (1681) и других годах поместьями и чинами.
Родоначальник Алексей Игнатьевич Пещуров жил около половины XVII века. Никита Иванович Пещуров воевода в Яблонове (1680-1681). В Боярских книгах упоминаются: Захар и Яков Алексеевичи Пещуровы (1692).
Род разделился на две ветви и внесён в VI часть родословной книги псковского дворянства (1819).

## Описание герба
В щите, имеющем голубое поле, изображены крестообразно серебряная Сабля, Стрела (польский герб Пржестржал) и золотой Ключ (изм. польский герб Ясенчик), на поверхности которого видно Орлиное белое Крыло.
Щит увенчан обыкновенным дворянским шлемом с дворянской на нём короной и тремя страусовыми перьями. Намёт на щит голубой, подложен серебром. Герб рода Пещуровых внесён в Часть 1 Общего гербовника дворянских родов Всероссийской империи, стр. 84.

## Известные представители
- Пещуров Фёдор Алексеевич — жилец, ряжский помещик (1675-1683).
- Пещуров Захар Алексеевич — стряпчий, пожалован вотчиной в Ряжском уезде (1704).
- Пещуров Иван Яковлевич — бригадир (1762), женат на Марфе Гавриловне Меньшиковой.
- Алексей Алексеевич Пещуров (1834—1891) — российский флотоводец, мореплаватель, государственный деятель, вице-адмирал.
- Алексей Никитич Пещуров (1779—1849) —  псковский губернатор (1830-1839), оказывал покровительство художнику П. Ф. Соколову.
- Алексей Петрович Пещуров (1795—1833) — действительный статский советник, обер-прокурор VII департамента сената, Мосальский уездный предводитель дворянства. Жена — Серафима (Вильгельмина) Васильевна Гардер. У них кроме 4 дочерей было 4 сына.
- Дмитрий Алексеевич Пещуров (1833—1913) — русский ориенталист, профессор китайской словесности Санкт-Петербургского университета.
- Михаил Алексеевич Пещуров (1823—1894) — тайный советник, начальник канцелярии Александровского комитета о раненых и заведующим Эмеритальной кассой морского ведомства, член Государственного Совета (с 1892).
- Николай Никитич Пещуров  - капитан Семёновского полка, убит под Фридландом (1807).
- Пётр Алексеевич Пещуров (1829—1898) — тайный советник, член совета главноначальствующих гражданской частью на Кавказе.
- Пещурова Мария Алексеевна (г/р 1817) — фрейлина, жена князя Владимира Александровича Трубецкого.
- Пещурова Мария Алексеевна (другая) — жена князя Алексея Михайловича Дондукова-Корсакова.